# И̂
И̂（И帶揚抑符；大寫 И̂，小寫 и̂）是俄羅斯濱海邊疆區及哈巴羅夫斯克邊疆區烏德蓋人，他們所使用的烏德蓋語第13個帶有附加符號揚抑符之西里爾字母。

## 歷史沿革
帶有揚抑符號的西里爾字母и̂ 用於1827年由米哈伊爾·亞歷山德羅維奇· 馬克西莫維奇提出之烏克蘭語拼寫法馬克西莫維奇系統。亦使用於烏德蓋語、順序為第13個帶有附加符號揚抑符之西里爾字母。

## 字符編碼
И(I/i)帶揚抑符(重音符號)И̂/и̂ 可以用以下Unicode字符(西里爾字母、附加符號)表示：
| 形式 | 字母 | 字符結構 | 十六進制代碼  | 說明                          |
| ---- | ---- | -------- | ------------- | ----------------------------- |
| 大寫 | И̂    | И◌̂       | U+0418 U+0302 | 西里爾大寫字母И(I)帶附加符號◌̂ |
| 小寫 | и̂    | и◌̂       | U+0438 U+0302 | 西里爾小寫字母и(i)帶附加符號◌̂ |

## 參閲
- Unicode字符列表
- 組合附加符號

## 外部連結
- 维基词典中的词条「И̂」
- 维基词典中的词条「и̂」
- Буква И̂ （页面存档备份，存于） на сайте graphemica.com
- Буква и̂ （页面存档备份，存于） на сайте graphemica.com
- И on the website Scriptsource.org（英文）
- и on the website Scriptsource.org（英文）
- ̂  on the website Scriptsource.org（英文）
- Combining Diacritical Marks （页面存档备份，存于）